# Wynyard, Stockton-on-Tees
Wynvard är en civil parish i enhetskommunen Borough of Stockton-on-Tees i grevskapet Durham i England, Storbritannien. Den består dels av den södra delen av byn Wynyard Village, dels av egendomen Wynyard Park. Den bildades den 1 april 2019 genom en uppdelning av dåvarande Grindon civil parish. Den norra delen av Wynyard Village ligger i civil parish Wynyard i kommunen Borough of Hartlepool.